# Comuns d'Andorra

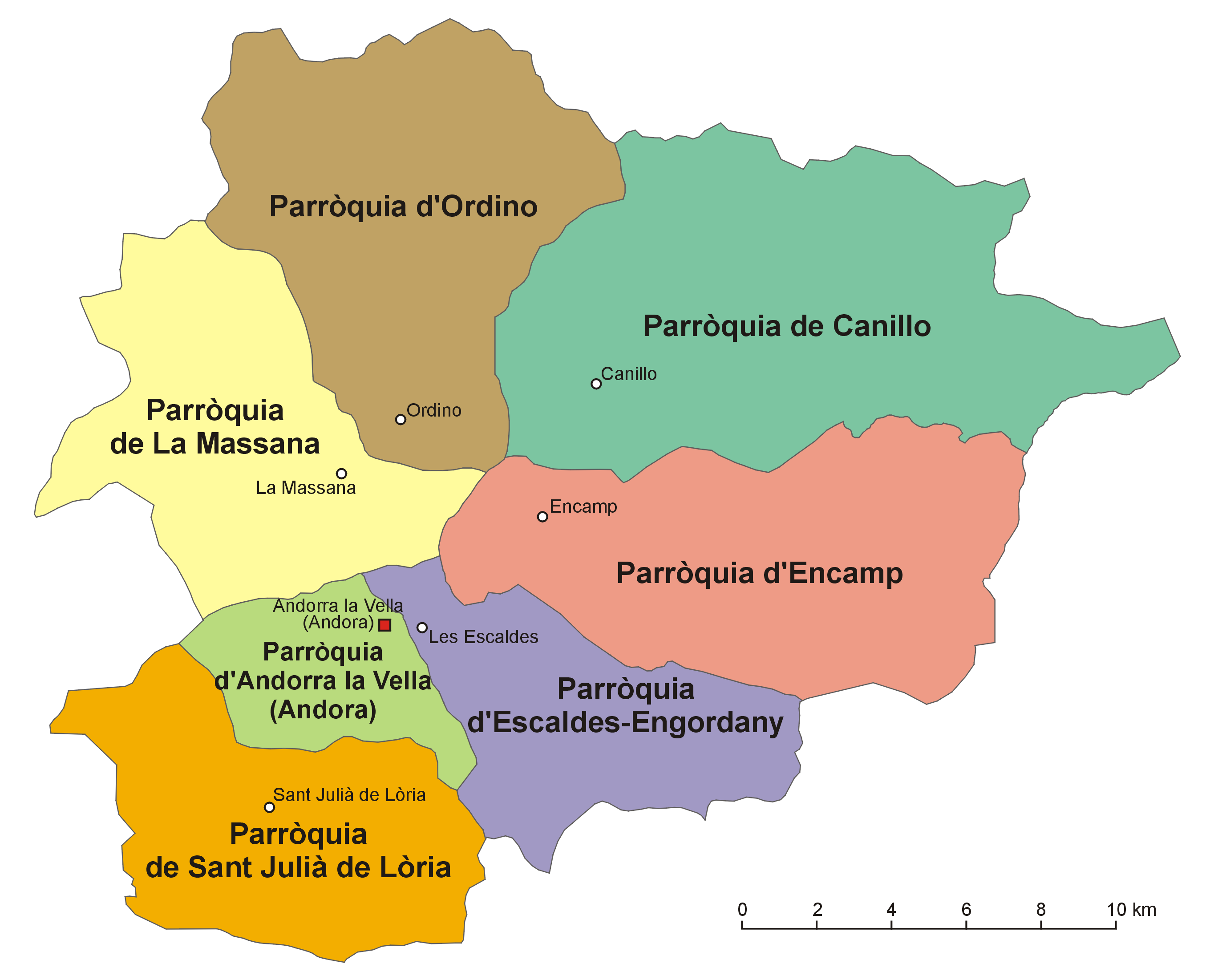
Les set parròquies d'Andorra

Els comuns d'Andorra són set ens públics locals que governen cada una de les set parròquies d'Andorra, equivalent al que es coneix al sud com ajuntament. Les últimes eleccions comunals es van realitzar l'any 2019, amb una alta abstenció del 43,5% i un sistema polític molt fragmentat. Cada comú està format per un Consell comunal, format pels consellers comunals i l'òrgan de govern que en surt de la votació encapçalat pels cònsols major i menor. Cada comú disposa d'un escut.
Tributs comunals:
- Foc i lloc (tradicional).
- L'estrany (tradicional).
- Taxes per la prestació de serveis comunals
- Taxes i drets per la realització d'actes administratius d'intervenció i el lliurament d'autoritzacions
- Radicació d'activitats comercials, industrials i professionals no comercials
- Tributs immobiliaris sobre la propietat immobiliària edificada, la propietat immobiliària no edificada, els seus rendiments arrendataris i les transaccions immobiliàries que s'han d'inscriure en el cadastre comunal.

El Comú de Canillo es troba a l'Edifici Telecabina, a la plaça Carlemany de Canillo. Antigament el comú es trobava a l'Antiga Casa Comuna a l'avinguda de Sant Joan de Caselles, on actualment hi ha un centre de padrins i altres serveis socioculturals. El Comú d'Encamp es troba al carrer de la Girauda d'Encamp. L'Antiga Casa Comuna es troba a l'avinguda Co-Príncep Francès, el Comú d'Ordino es troba a l'Edifici Administratiu a la plaça Major d'Ordino, el Comú de la Massana es troba a l'avinguda de Sant Antoni o carretera general a la Massana. Antigament el comú es trobava a l'Antiga Casa Comuna al carrer de les Escoles, el Comú d'Andorra la Vella es troba a la Plaça Príncep Benlloch d'Andorra la Vella, el Comú de Sant Julià de Lòria es troba a la Casa Comuna a l'avinguda Verge de Canòlich a Sant Julià de Lòria. I té un segon edifici a l'avinguda Rocafort, a la carretera general, anomenat Edifici el Molí, el Comú d'Escaldes-Engordany es troba al Parc de la Mola d'Escaldes-Engordany.